# Ototyphlonemertes brunnea
Ototyphlonemertes brunnea är en djurart som tillhör fylumet slemmaskar, och som beskrevs av Heinrich Bürger 1895. Ototyphlonemertes brunnea ingår i släktet Ototyphlonemertes och familjen Ototyphlonemertidae. Inga underarter finns listade i Catalogue of Life.